# Anathallis cuspidata
Anathallis cuspidata är en orkidéart som först beskrevs av Carlyle August Luer, och fick sitt nu gällande namn av Alec M. Pridgeon och Mark W. Chase. Anathallis cuspidata ingår i släktet Anathallis och familjen orkidéer. Inga underarter finns listade i Catalogue of Life.